# Somak Raychaudhury
Somak Raychaudhury (bengali : সোমক রায়চৌধুরী) est un astrophysicien indien. Il est directeur du Centre interuniversitaire d'astronomie et d'astrophysique (IUCAA) à Pune. Il est en congé de l’université de la présidence à Calcutta, en Inde  où il est professeur de physique et est également affilié à l’Université de Birmingham , au Royaume-Uni. Il est connu pour ses travaux sur les trous noirs de masse stellaire ,, et les trous noirs supermassifs.  Ses contributions significatives incluent celles dans les domaines de la lentille gravitationnelle , dynamique des galaxies  et les mouvements à grande échelle dans l’Univers, y compris le Grand Attracteur.

## Éducation
Somak Raychaudhury est né à Kolkata (alors Calcutta), en Inde. Il a fréquenté la St Xavier's Collegiate School, à Kolkata, où il s'est classé deuxième lors de l'examen de Madhyamik du Conseil de l'enseignement secondaire du Bengale occidental, en 1978. Il a ensuite étudié au St Xavier's College, à Kolkata, où il s'est classé deuxième dans l'État à l'examen de l'enseignement secondaire supérieur du Conseil de l'enseignement secondaire supérieur du Bengale occidental.  Il a fréquenté le Presidency College de Calcutta , où il a obtenu son baccalauréat en physique en 1983. Il est ensuite allé compléter un baccalauréat en physique au Trinity College, Oxford , Université d'Oxford, grâce à une bourse Inlaks de la Fondation Inlaks Shivdasani  où il a remporté le prix Douglas Sladen Essay. Il a ensuite obtenu un doctorat en astrophysique de l'Université de Cambridge, au Royaume-Uni, en tant que membre du Churchill College de Cambridge en 1990, aidé par une bourse d'études Isaac Newton. Il a reçu un prix Smith (JT Knight Prize) en 1988. Le sujet de sa thèse de doctorat, dirigée par Donald Lynden-Bell , FRS, était "Gravity, Galaxies and the 'Great Attractor Survey". 

## Carrière
Somak Raychaudhury est devenu le quatrième directeur du Centre interuniversitaire d'astronomie et d'astrophysique (IUCAA) de Pune en Inde en septembre 2015.  Il a été professeur et directeur de la physique à l'université de la présidence de Kolkata  où il a également été doyen de la Faculté des sciences naturelles et mathématiques jusqu'à août 2015  Il reste affilié au groupe de recherche sur l'astrophysique et l'espace de la faculté de physique et d'astronomie de l'Université de Birmingham, où il dirigeait l'observatoire de Wast Hills  pour la période 2003-2012. Auparavant, il était membre du corps professoral du Centre interuniversitaire d'astronomie et d'astrophysique de Pune, en Inde. Il était membre du personnel du Harvard-Smithsonian Center for Astrophysics à Cambridge dans le Massachusetts et travaillait pour l'observatoire à rayons X Chandra. Auparavant, il a été boursier postdoctoral du Smithsonian au Centre d'astrophysique Harvard-Smithsonian et il a été tuteur à la Lowell House de l'Université de Harvard. Après son doctorat, il a été chercheur SERC à l’Institut d'astronomie de l’Université de Cambridge et a été chercheur stagiaire junior au St. Edmund's College de l'Université de Cambridge. 
Les recherches de Raychaudhury portent sur l’étude de l’évolution des galaxies en groupes et grappes, ainsi que sur les filaments de superamas du réseau cosmique. Il a utilisé des observations optiques, à rayons X, radio, infrarouges et ultraviolets pour comprendre le lien entre les transformations des galaxies et leur environnement local et global. Il est impliqué dans le développement d'algorithmes d'apprentissage automatique pour l'exploration de données astronomiques. Il a publié plus de 80 articles de recherche  dans des revues scientifiques à comité de lecture sur ces thèmes. En outre, il dirige un important programme de sensibilisation impliquant des élèves, des enseignants  et le grand public.  Il était l'une des personnes clés pour commencer l'Olympiade astronomie indienne, et sélectionné et entraîneur de l'équipe Olympiade indienne aux résultats supérieurs à l' Olympiade internationale d'astronomie en 1999  et 2000. Ses activités de sensibilisation comprennent de nombreux programmes à la radio, la télévision et la collaboration avec des artistes du spectacle. 
Il est membre de l'Union astronomique internationale  membre de la Société royale d'astronomie et de la Société européenne d'astronomie. Il est membre à vie de la société astronomique indienne  et a été élu membre de son conseil exécutif en 1998-2000. 

## Publications sélectionnées
- Raychaudhury, Somak, « The distribution of galaxies in the direction of the 'Great Attractor' », Nature, vol. 342, no 6247,‎ 1989, p. 251–255 (DOI 10.1038/342251a0, Bibcode 1989Natur.342..251R)
- Raychaudhury, Somak et Lynden-Bell, D., « Tides, torques and the timing argument », Monthly Notices of the Royal Astronomical Society, vol. 240, no 2,‎ 1989, p. 196–218 (DOI 10.1093/mnras/240.2.195, Bibcode 1989MNRAS.240..195R)
- Raychaudhury, Somak, A. C. Fabian, A. C. Edge et C. Jones, « X-ray and optical observations of the Shapley supercluster in Hydra-Centaurus », Monthly Notices of the Royal Astronomical Society, vol. 248,‎ 1991, p. 101–111 (DOI 10.1093/mnras/248.1.101, Bibcode 1991MNRAS.248..101R)
- Lahav, O., Naim, A., Buta, R. et Raychaudhury, Somak, « Galaxies, Human Eyes, and Artificial Neural Networks », Science, vol. 267, no 5199,‎ 1995, p. 859–62 (PMID 17813914, DOI 10.1126/science.267.5199.859, Bibcode 1995Sci...267..859L, arXiv astro-ph/9412027)
- Saini, Tarun Deep, Raychaudhury, Somak, Sahni, Varun et Starobinsky, Alexei, « Reconstructing the Cosmic Equation of State from Supernova Distances », Phys. Rev. Lett., vol. 85, no 6,‎ 2000, p. 1162–1165 (PMID 10991502, DOI 10.1103/PhysRevLett.85.1162, Bibcode 2000PhRvL..85.1162S, arXiv astro-ph/9910231)
- Miles, T. A., Raychaudhury, Somak et Forbes Duncan, D. A., « The Group Evolution Multiwavelength Study (GEMS): bimodal luminosity functions in galaxy groups », Monthly Notices of the Royal Astronomical Society, vol. 355, no 3,‎ 2004, p. 785–793 (DOI 10.1111/j.1365-2966.2004.08356.x, Bibcode 2004MNRAS.355..785M, arXiv astro-ph/0408554)
- Raychaudhury, Somak, « And Gamow said, let there be a hot universe », Resonance, vol. 10, no 12,‎ 2005, p. 220–231 (DOI 10.1007/BF02835146)
- Porter, Scott C., Raychaudhury, Somak, Pimbblet, Kevin A. et Drinkwater, Michael J., « Star formation in galaxies falling into clusters along supercluster-scale filaments », Monthly Notices of the Royal Astronomical Society, vol. 388, no 3,‎ 2008, p. 1152–1160 (DOI 10.1111/j.1365-2966.2008.13388.x, Bibcode 2008MNRAS.388.1152P, arXiv 0804.4177)
- Mahajan, Smriti, Haines, Chris et Raychaudhury, Somak, « Star formation, starbursts and quenching across the Coma supercluster », Monthly Notices of the Royal Astronomical Society, vol. 404, no 4,‎ 2010, p. 1745–1760 (DOI 10.1111/j.1365-2966.2010.16432.x, Bibcode 2010MNRAS.404.1745M, arXiv 1002.0004)
- O'Sullivan, Ewan J., Giacintucci, Simona, P. David, Laurence et Gitti, Myriam, « Heating the Hot Atmospheres of Galaxy Groups and Clusters with Cavities: The Relationship between Jet Power and Low-frequency Radio Emission », Astrophysical Journal, vol. 735, no 1,‎ 2011, p. 11 (DOI 10.1088/0004-637X/735/1/11, Bibcode 2011ApJ...735...11O, arXiv 1104.2411)
- Burke, Mark J. et Raychaudhury, Somak, « A Transient Sub-Eddington Black Hole X-Ray Binary Candidate in the dust Lanes of Centaurus A », Astrophysical Journal, vol. 749, no 2,‎ 2012, p. 112 (DOI 10.1088/0004-637X/749/2/112, Bibcode 2012ApJ...749..112B, arXiv 1202.3149)